# Mühlenau (Rellau)
Mühlenau (Rellau) este un râu mic afluent al lui Pinnau. El străbate o serie de păduri și pășuni din landul Schleswig-Holstein situate între localitățile Norderstedt și Hasloh în apropiere de autostrada - 7. După unire cu mai multe pâraie dintre care mai important este  Moorbek, traversează localitățile Bönningstedt, Ellerbek și Rellingen de aici i se trage numele de „Rellau”. La sud de Rellingen se îndreaptă spre Pinneberg, primește apele afluentului  Düpenau și la Pinneberg se varsă în Râul Pinnau.